# Nāḩiyat Kafr Zaytā
Nāḩiyat Kafr Zaytā (arabiska: ناحية كفر زيتا) är ett subdistrikt i Syrien.   Det ligger i provinsen Hamah, i den centrala delen av landet, 210 km norr om huvudstaden Damaskus.
Trakten runt Nāḩiyat Kafr Zaytā består till största delen av jordbruksmark. Runt Nāḩiyat Kafr Zaytā är det tätbefolkat, med 383 invånare per kvadratkilometer.